# Ana Pardo de Vera Posada
Ana Pardo de Vera Posada (Lugo, 1974) és una periodista gallega. Des de 2016 dirigeix el diari digital Público. És llicenciada en Filologia Hispànica, té un màster en Mitjans de Comunicació i estudis de Ciències Polítiques i Sociologia per la UNED. Ha escrit en diversos mitjans de comunicació com ara Diario 16, La Voz de Galicia, Tiempo o El Siglo de Europa i ha col·laborat amb diverses ràdios i televisions. El 2007 va participar en la fundació de Público.
Durant el Govern de José Luis Rodríguez Zapatero va ser assessora de Comunicació en els Ministeris de Defensa, Indústria, Turisme i Comerç i Vicepresidència de Política Territorial.

## Llibre
- En la maleta de Zapatero (2013).[4]